# Honschaft Isenbügel
Die Honschaft Isenbügel war vom Mittelalter bis in das 19. Jahrhundert hinein eine von 14 Honschaften im Landgericht Homberg des Amtes Angermund im Herzogtum Berg. Das Gebiet der Honschaft liegt heute in der nordrhein-westfälischen Stadt Heiligenhaus im Kreis Mettmann.
Im Zuge einer Verwaltungsreform innerhalb des Großherzogtums Berg wurde 1808 die Bürgermeisterei Velbert gebildet und die Honschaft bildete im 19. Jahrhundert daraufhin eine der unteren Verwaltungseinheiten im ländlichen Außenbezirk der bergischen Bürgermeisterei im Kreis Elberfeld des Regierungsbezirks Düsseldorf innerhalb der preußischen Rheinprovinz.
In der Topographisch-statistischen Beschreibung der Königlich Preußischen Rheinprovinz von 1830 werden in der Honschaft Isenbügel 10 Höfe, das Landgut Rossdelle, 35 Kotten und zwei einzelne Häuser genannt. Die Höfe sind Fleckenhaus, zum Hoof, Klein-Isenbügel, Kuhnhaus, Laupen, Laupenmühle, Ober-Eindorf, Unter-Eindorf, Oberst-Isenbügel und Schmitzhaus. Die Kotten sind Berg, Blumen, Bügel, Düppenberg, Dümpel, Eindorfer-Kämpgen, Farrenberg, Fleckenkämpgen, Großen-Löh, Kleinen-Löh, Hackfeld, Hausheiden, Hütten, an der Hustert, Kamp, Kellersdick, Kleinenhof, Kuhnhauserkämpgen, Lilien, Hofer-Lilien, Linden, Litteneick, Lüning, Mark, Mühlenweg, Müllersbaum, Neuenhaus, Rosen, Schmitten, Steinhaus, Sprung, Stemmen, in der Teusen, Wildenburg und Weidt. Die einzelnen Häuser sind Bandeshaus und Bogelsheiden.
Die Statistik und Topographie des Regierungsbezirks Düsseldorf von 1832 unterteilt die Honschaft in die Ortschaften und Wohnplätze Großisenbügel, In den Laupen sowie Kühnhaus, welche jeweils mehrere Höfe umfassten. In 51 Wohnhäusern lebten zu dieser Zeit 468 Menschen.
Seit 1846 bildete die Bürgermeisterei Velbert eine Gemeinde gemäß der Gemeinde-Ordnung für die Rheinprovinz vom 23. Juli 1845. Am 23. Oktober 1856 wurde der Gemeinde Velbert die Rheinische Städteordnung verliehen. Isenbügel wurde zusammen mit den alten Honschaften Hasselbeck, Hetterscheidt, Leubeck, Oefte und Tüschen am 1. April 1897 aus der Stadt Velbert herausgelöst und Teil der neuen Landgemeinde Heiligenhaus. Heute ist Isenbügel eine der fünf Gemarkungen von Heiligenhaus.
Das Gemeindelexikon für die Provinz Rheinland listet die Ortschaften und Wohnplätze 1888 detailliert auf: Am Berg, Am Kamp, Am Mühlenweg, Am Stern, Bandeshaus, Blume, Bogel, Butenfeld, Döppenberg, Dümpel, Farrenberg, Fleckenhaus, Fleckenkämpchen, Großen Löh, Groß Isenbügel, Grunewald, Hackfeld, Hannsheide, Hippenborn, Hoferheide, Hustert, Im Stern, In der Hütten, In der Laupe, In der Lilie, In der Schmitten, Kämpchen, Kamperberg, Kellersdiek, Kleinhof, Klein Isenbügel, Kleinen Löh, Kuhnhaus, Kuhnhauser Kämpchen, Laupenmühle, Leckenbusch, Linde, Litteneicken, Löherbusch, Lühning, Mark, Mondenschein, Müllersbaum, Neuenlöh, Ober Eindorf, Rose, Roßdelle, Rutherberg, Schmitterhäuschen, Schmitzhaus, Schwarzenbusch, Sonnenschein, Sprung, Stämmen, Starkenberg, Steinhaus, Thalburg, Theuse, Unter Eindorf, Vogelsheide, Weidt, Wildenburg, Zum Hof und Zu Mühlenweg. Zu dieser Zeit lebten in diesen Orten 501 Menschen in 91 Wohnhäusern.